# Lluís Gonzaga Manegat i Giménez
Lluís Gonzaga Manegat i Giménez   (Barcelona, 13 de desembre de 1888 - Barcelona, 15 de juny de 1971) fou un periodista i escriptor barceloní, pare de Juli Manegat i Pérez.

## Biografia
Com a periodista, escriví a La Vanguardia, Revista Popular, La Ilustración Artística i especialment El Noticiero Universal, del que fou redactor des del 1926 i director entre els anys 1952 i 1966. Hi destaca la sèrie Al filo de la vida, compilada en un llibre. També dirigí les revistes Mundo Católico, Alegría i Cristo Rey.
Com a escriptor, publicà obres de teatre i novel·les de caràcter tradicional, com Hoguera de pasión (1944) i Barracas (1955), i en un altre apartat, Las leyendas del Islam (1921), Muy falangista (1940), Hombres y cosas de la vieja Barcelona (1944) i La Barcelona de Cervantes (1964).